# Pieni-Tervanen
Pieni-Tervanen är en sjö i kommunerna Pieksämäki och Suonenjoki i landskapen Södra Savolax och Norra Savolax i Finland. Sjön ligger 125 meter över havet. Den är 17,8 meter djup. Arean är 48 hektar och strandlinjen är 5,28 kilometer lång. Sjön  ingår i Kymmene älvs huvudavrinningsområde.   Den ligger omkring 88 kilometer norr om S:t Michel, omkring 57 kilometer sydväst om Kuopio och omkring 280 kilometer norr om Helsingfors. 